# フレンチ・ビー
フレンチ・ビーは、フランスのパリ＝オルリー空港をハブ空港とする航空会社である。低価格の長距離便を運航しており、フランスから世界各地の観光地に就航している。本社はフランスのヴァンデ県ベルヴィニーにあり、当初はフレンチ・ブルーとして設立された。また、設立当初のコールサインは「FRENCH BLUE」だった。

## 歴史
エア・カライベスの所有グループであるGroupe Dubreuilは2016年に新たな航空会社としてフレンチ・ブルーを設立した。同年7月1日からエア・カライベスが担当していた一部長距離路線の運航を代替した。フレンチ・ブルーとしての初飛行は同年9月10日で、パリ-プンタカナ間を飛行した。フレンチ・ブルーは2年以内に400人の従業員を雇用すると発表した。

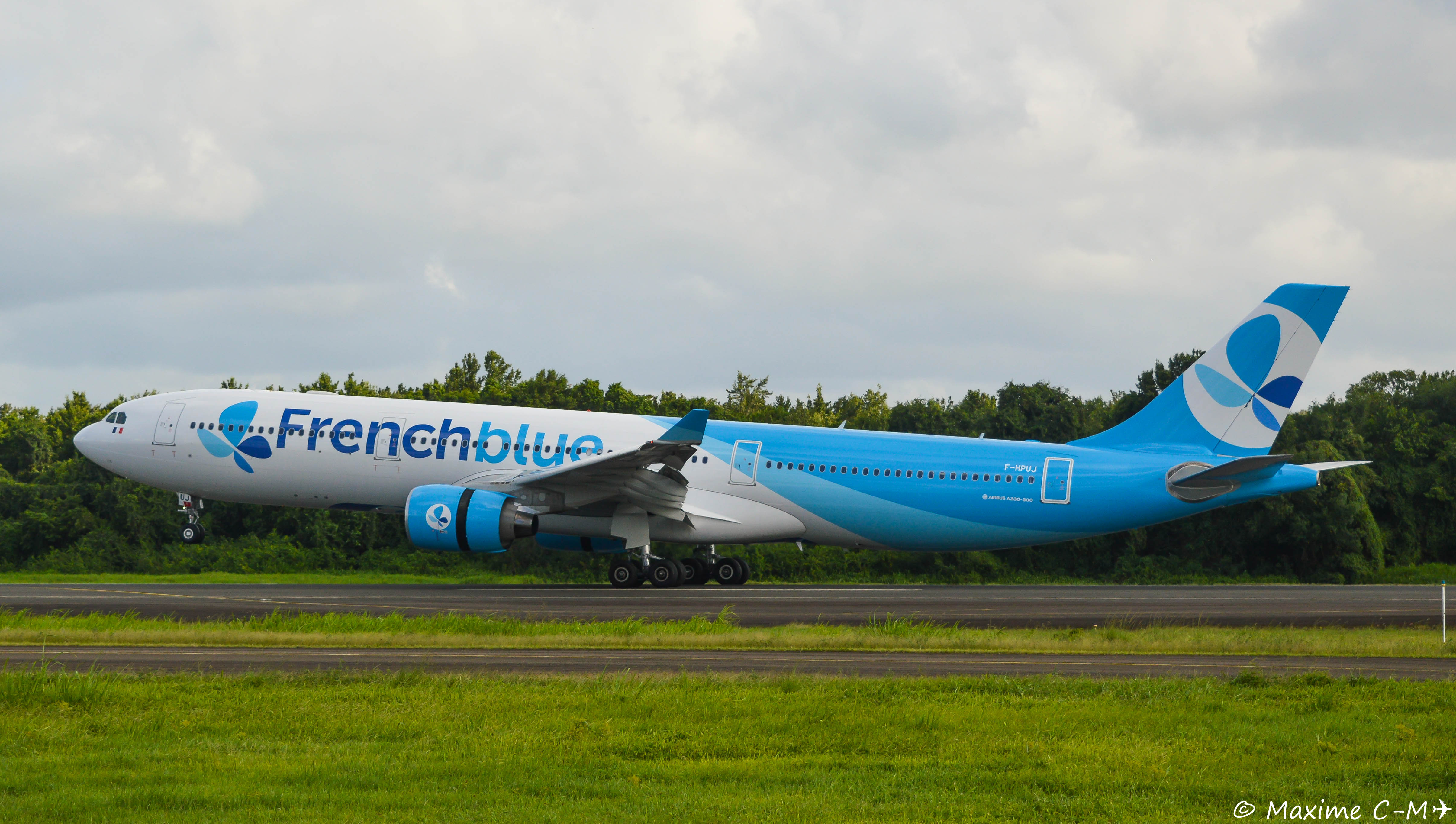
フレンチ・ブルー時代のエアバス A330-300

2017年11月、フレンチ・ブルーはアメリカ合衆国運輸省へ就航許可を申請した。これに対して名前にブルーが含まれるジェットブルー航空がフレンチ・ブルーの社名に異議を唱えた。これを受けてフレンチ・ブルーは社名を一時的にフレンチへ変更し、2018年1月30日に現在の社名であるフレンチ・ビーへ変更した。

## 就航都市
フレンチ・ビーは以下の都市に就航、または以前就航していた。
| 国                   | 都市             | 空港                                                   | 備考                   | Ref.   |
| -------------------- | ---------------- | ------------------------------------------------------ | ---------------------- | ------ |
| フランス             | パリ             | パリ＝オルリー空港                                     | ハブ空港               |        |
| レユニオン           | サン＝ドニ       | ローラン・ギャロス空港                                 |                        | [ 15 ] |
| フランス領ポリネシア | パペーテ         | ファアア国際空港                                       | サンフランシスコを経由 | [ 16 ] |
| アメリカ合衆国       | ニューアーク     | ニューアーク・リバティー国際空港                       |                        | [ 17 ] |
| アメリカ合衆国       | サンフランシスコ | サンフランシスコ国際空港                               |                        | [ 16 ] |
| アメリカ合衆国       | マイアミ         | マイアミ国際空港                                       |                        |        |
| アメリカ合衆国       | ロサンゼルス     | ロサンゼルス国際空港                                   |                        |        |
| カナダ               | モントリオール   | モントリオール・ピエール・エリオット・トルドー国際空港 |                        |        |
| ドミニカ共和国       | プンタカナ       | プンタカナ国際空港                                     | 運航終了               |        |

### コードシェア
フレンチ・ビーはエア・カライベスとコードシェアを行っている。

## 保有機材

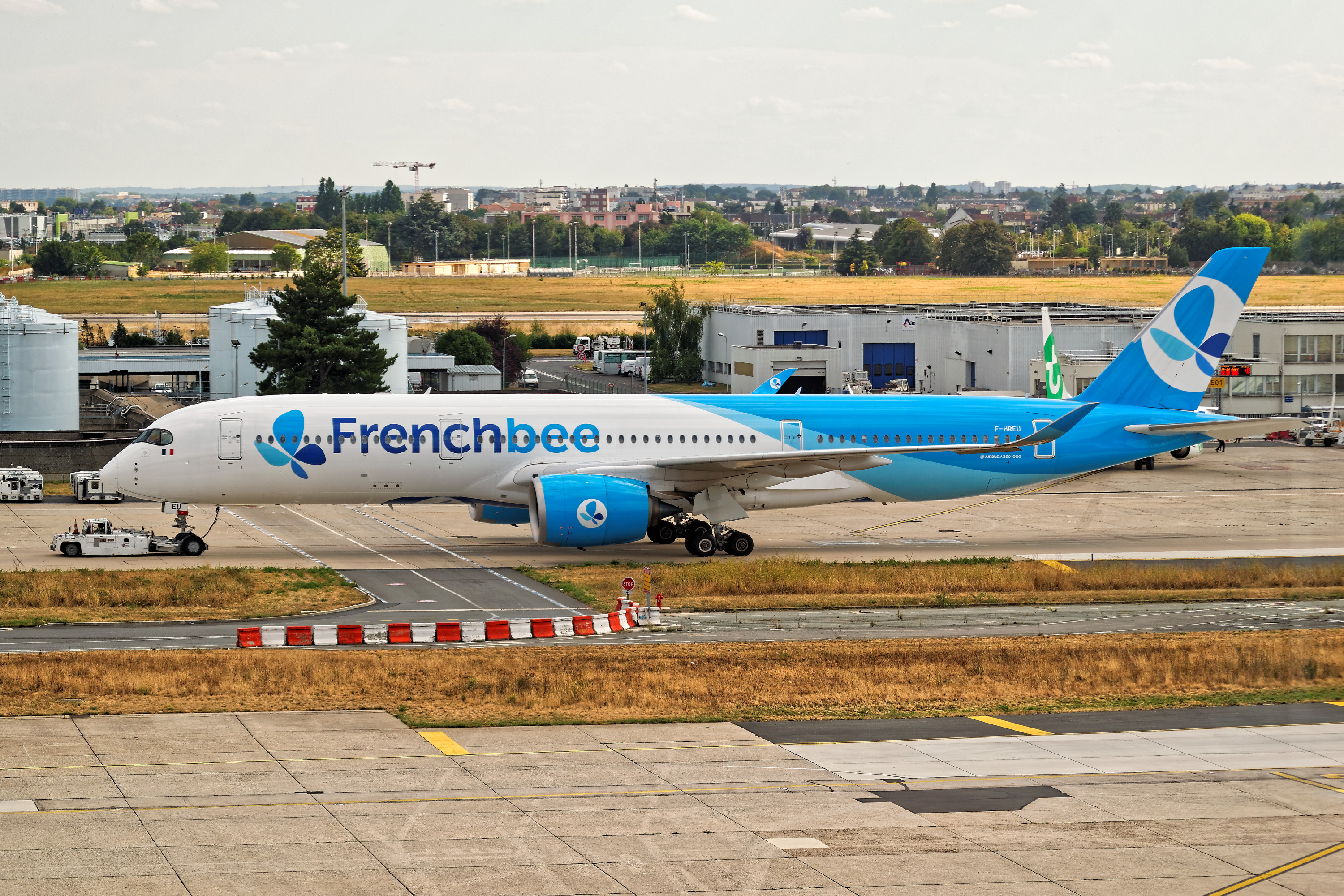
エアバス A350-900

2025年4月時点の保有機材は以下の通り。保有機材はエアバスA350型機に統一されている。

### 過去の保有機材

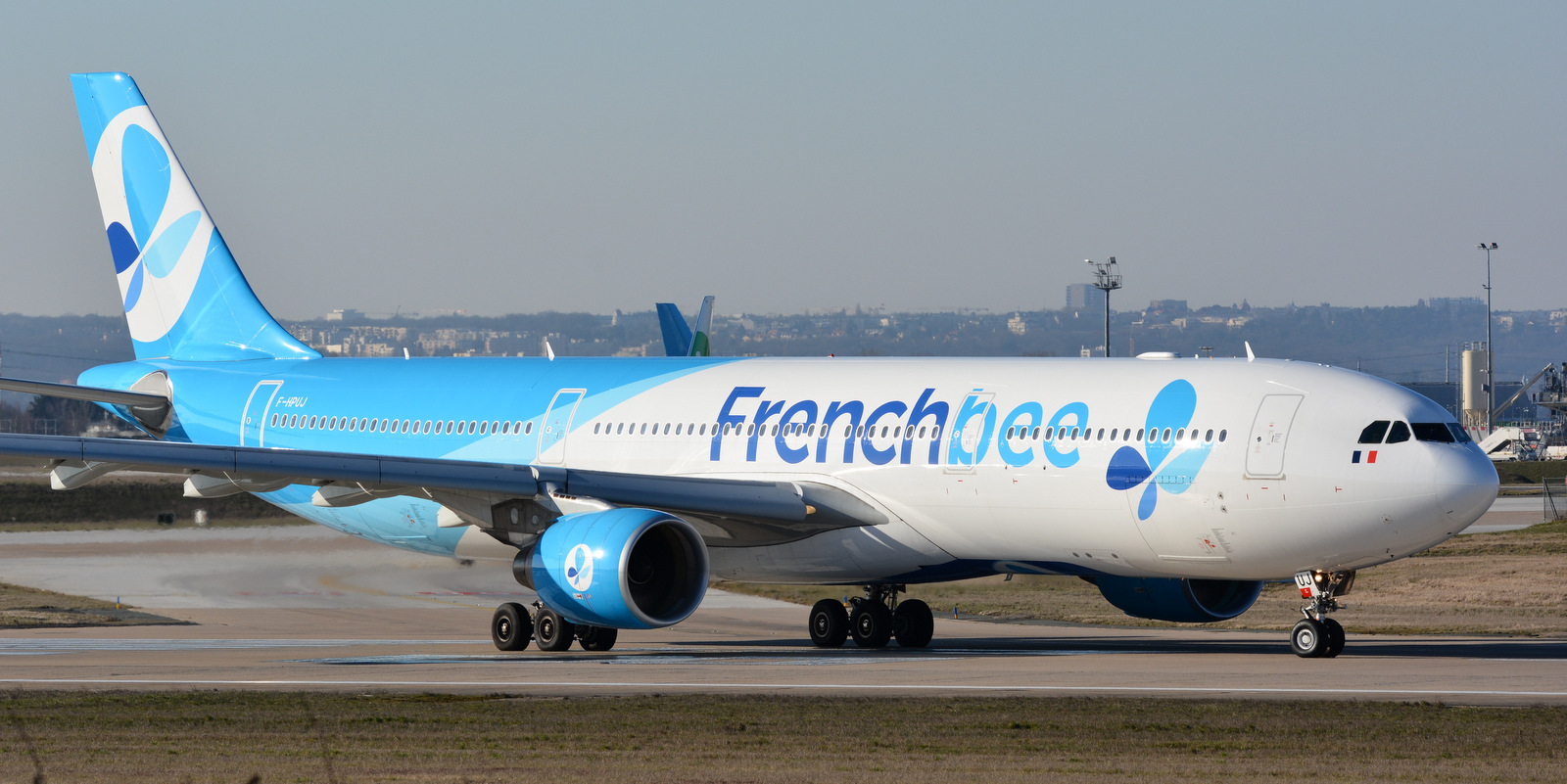
エアバス A330-300

フレンチ・ビーは以前はエアバス A330-300を保有していたが、3機目のA350-900を受領後、親会社であるエア・カライベスの機材となった。